# Ie Sayang
Ie Sayang is een bestuurslaag in het regentschap Aceh Barat van de provincie Atjeh, Indonesië. Ie Sayang telt 199 inwoners (volkstelling 2010).